# Суніон

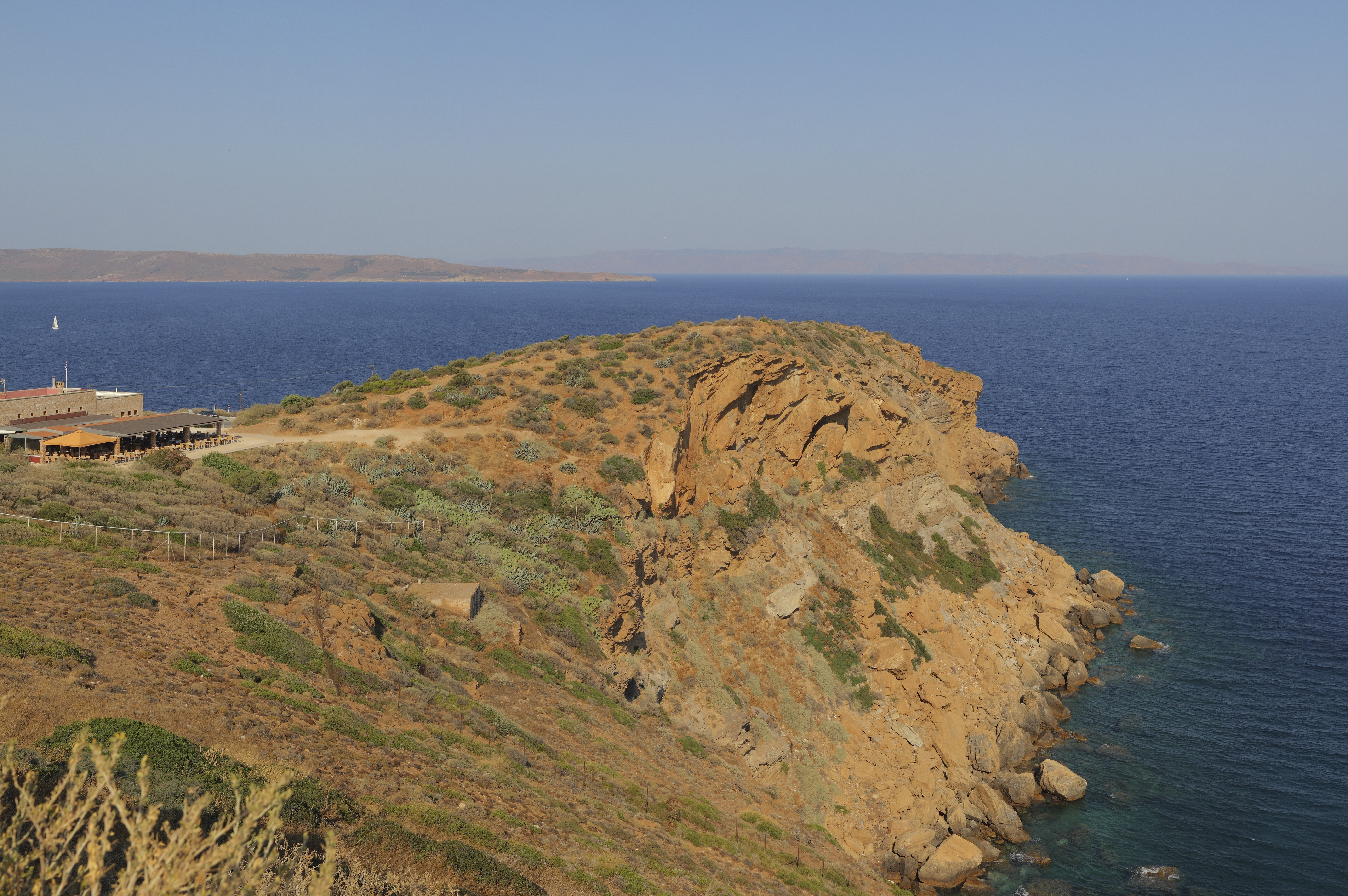
Мис Суніон, панорама відкривається на Егейське море

Суніон (грец. Σούνιον), також Суніо, Суній (грец. Σούνιο) — мис на південному краю Аттики; нині має статус національного парку.

## Історія
Суніон був населений з глибокої старовини, і вже у давнину був місцем священним, осередком двох культів — Афіни і Посейдона, які вічно змагалися за володіння Аттикою. Мис згадується вже в «Одіссеї» Гомера. Територію населяли рибалки та хлібороби, залишки їх кам'яних будівель збереглися донині. Більш того, в архаїчну добу весь невеликий півострів був оточений суцільною фортечною стіною довжиною до 500 метрів. Загалом Суніон слугував східним форпостом Афін, своєрідною величезною наглядовою вишкою з видимістю на три сторони світу і на багато десятків кілометрів. Під час Пелопоннеської війни, коли Спарті вдалося перерізати сухопутні комунікації між Афінами і островом Евбея, Суніон почав відігравати стратегічну роль у підвозі Евбейського зерна і захисту Лавріонських срібних рудників.
Археологічні знахідки датуються починаючи з рубежу 4 і 3 тисячоліть до н. е. З важливих пам'ятників перший — величезний курос з Суніона — чоловіча статуя висотою більше трьох метрів, що датується 7 століттям до н. е., нині зберігається в Афінському археологічному музеї. Всього цих куросів існувало, як вважають, 17. Зі скелі Суніону відкривається мальовничий вигляд. Згідно з міфологією, саме з цієї скелі кинувся Егей, коли побачив корабель з чорними вітрилами (Тесей хоч і переміг Мінотавра на Криті й визволив греків від жахливої данини, але забув змінити вітрила).
Найбільший інтерес серед об'єктів античної спадщини становить храм Посейдона. Також на мисі Суніон збереглися сліди храму Афіни, побудованого також у 5 столітті до н. е. Павсаній у своєму «Описі Еллади» сплутав два храми, тому святилищем Афіни довго помилково вважали храм Посейдона. Він був схожий на мікенський мегарон, розмір мав 15 на 19 метрів, був побудований, як і святилище Посейдона, з агрілезького мармуру. Це був храм іонічного ордера. Від нього залишився тільки фундамент, розбитий вщент фрагмент даху і одна капітель колони.

## Храм Посейдона

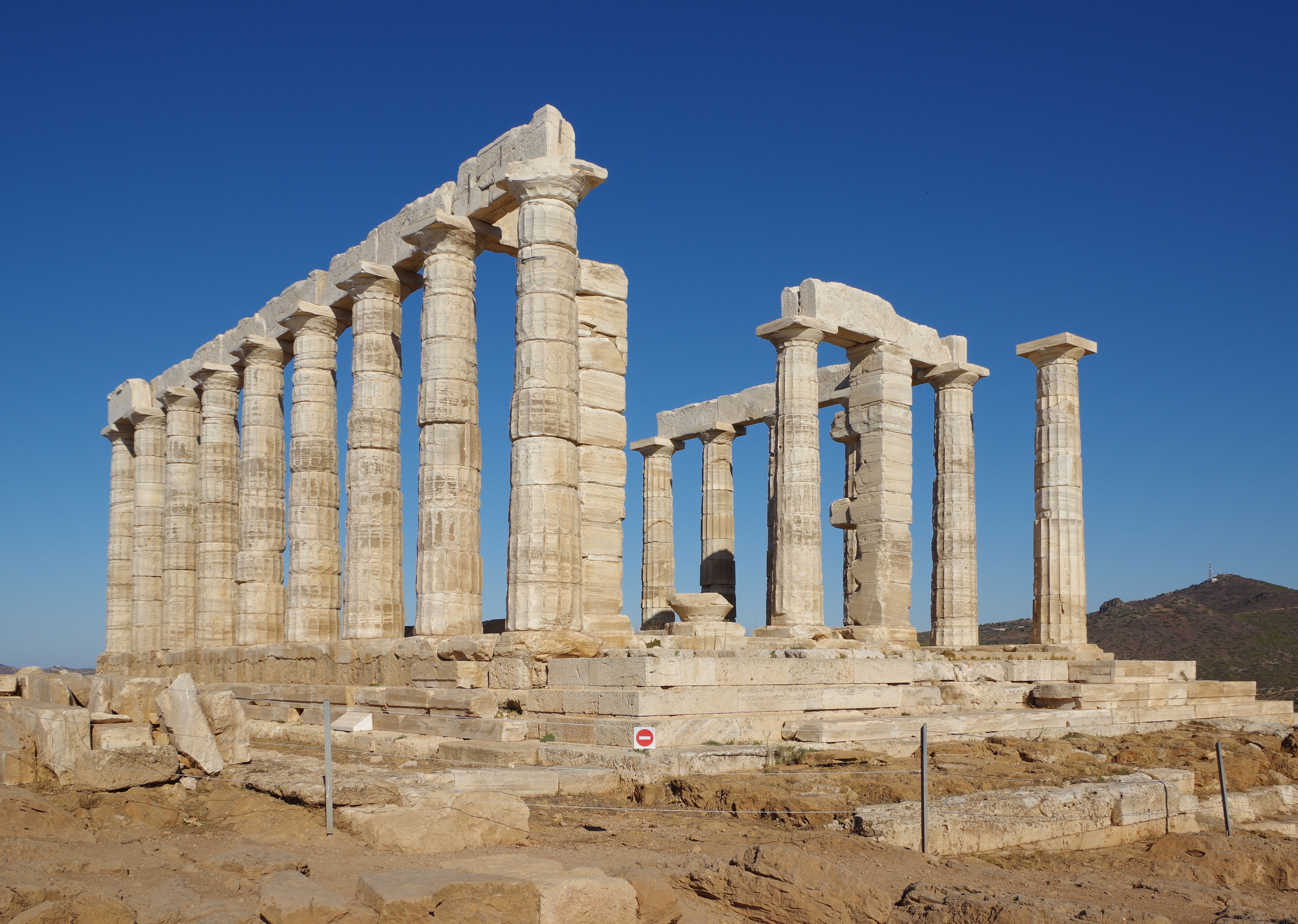
Храм Посейдона на мисі Суніон

Святилище Посейдона побудоване на вершині скелі в 490 до н. е. в рік Марафонської битви, а зруйноване в 480 до н. е. — в рік Битви при Фермопілах і розорення Аттики. Відомо, що храм являв собою доричний периптер 6 на 13 колон.
Класичний храм Посейдона, руїни якого збереглися донині, побудований до 440 до н. е. і був діючим принаймні до І століття нашої ери. Архітектуру храму (також доричний периптер) приписують творцю святилища Гефеста в Афінах і Немезіди в Рамнунті. Розміри колонади — 13,47 на 31,12 метра. Колон 16, відповідно до архаїчного стилю, а не двадцять, як звичайно в класичному мистецтві. До нашого часу дійшло дев'ять колон перистилю південного фасаду, дві з північного фасаду і одна з притвору. Збереглися залишки фриза. Сюжети ідентифікуються як битва кентаврів з лапітами, битва Тесея з биком, гігантомахія — фігури Афіни і гіганта Енкелада. Знайдені і кілька статуеток, які належали до внутрішнього оздоблення храму. Крім власне храму, на місці святилища знаходилися дві колонади, пропілеї та стіни.

## Підпис Байрона

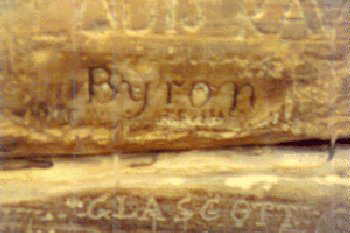
Підпис Байрона на колоні храму Посейдона

На колонаді серед численних підписів європейських мандрівників XIX століття зберігся і підпис лорда Байрона, який він залишив під час свого Grand Tour Європою. Суніону Байрон, один з перших філеллінів, який нині шанується як національний герой Греції, присвятив кілька рядків поеми «Дон Жуан»:
Place me on Sunium's marbled steep,
Where nothing, save the waves and I,
May hear our mutual murmurs sweep…